# Редькин, Николай Хрисанфович
Николай Хрисанфович Редькин (1868—1940) — полковник лейб-гвардии Павловского полка. Участник Белого движения, генерал-майор.

## Биография
Из дворян Оренбургской губернии. Сын полковника Хрисанфа Тимофеевича Редькина.
Окончил Оренбургский Неплюевский кадетский корпус (1888) и 3-е военное Александровское училище (1890), откуда выпущен был подпоручиком в лейб-гвардии Павловский полк.
Произведен в поручики 30 августа 1894 года, в штабс-капитаны — 22 июля 1900 года. В 1898 году окончил два класса Николаевской академии Генерального штаба по 1-му разряду, был откомандирован в свою часть. Произведен в капитаны 6 декабря 1904 года, в полковники — 25 марта 1912 года на вакансию.
В Первую мировую войну вступил в должности командира батальона. За боевые отличия награжден несколькими орденами. В октябре 1914 года был тяжело ранен. 12 сентября 1915 года назначен штаб-офицером для поручений при начальнике этапно-хозяйственного отдела штаба 6-й армии. 13 апреля 1916 года назначен командиром 4-го пехотного Копорского полка, а 18 мая 1917 года — командиром бригады 1-й пехотной дивизии.
В Гражданскую войну участвовал в Белом движении в составе Вооруженных сил Юга России, летом 1919 года был командирован в Сибирь. Генерал-майор. 22 июля 1919 года зачислен в резерв чинов при Управлении дежурного генерала Ставки Верховного главнокомандующего Колчака, затем состоял в резерве чинов при штабе тылового округа Восточного фронта. 20 октября 1919 года назначен в распоряжение инспектора формирования стратегического резерва. Затем прибыл в Крым, в Русской армии состоял в отряде особого назначения при генерале для поручений по делам укреплений при начальнике штаба Главнокомандующего. Эвакуировался из Крыма в Каттаро на корабле «Истерн-Виктор».
В эмиграции в Югославии. Состоял членом полкового объединения. Скончался в 1940 году в Белграде. Похоронен на Новом кладбище.

## Награды
- Орден Святого Станислава 3-й ст. (ВП 6.12.1905)
- Орден Святой Анны 3-й ст. (ВП 6.12.1908)
- Орден Святого Станислава 2-й ст. (ВП 6.12.1912)
- Орден Святой Анны 2-й ст. (ВП 9.06.1914)
- Орден Святого Владимира 4-й ст. с мечами и бантом (ВП 10.11.1914)
- Орден Святого Владимира 3-й ст. с мечами (ВП 26.02.1915)
- мечи к ордену Св. Анны 2-й ст. (ВП 4.03.1915)
- Орден Святой Анны 4-й ст. с надписью «за храбрость» (ВП 13.05.1915)